# Али Эрсан Дуру
Али Эрсан Дуру (тур. Ali Ersan Duru; род. 19 сентября 1984; Турция, Анкара) — турецкий актёр. Наиболее известен по ролям в сериалах: «Сегодняшний человек дворца» (2013), «Возрождение: Эртугрул» (2014), «Пора любви» (2015) и «Султан моего сердца» в главной роли османского султана Махмуда II.

## Биография

### Ранняя жизнь
Али Эрсан Дуру родился в Анкаре 19 сентября 1984 года. Его отец занимается туризмом, мать — домохозяйка. Он младший из своих четырёх братьев и, таким образом, был самым любимым и избалованным ребёнком в семье. Но это не мешало ему в учёбе, он учился отлично. Он также любил участвовать в спектаклях в школе, когда был подростком.
Он мечтал стать лётчиком, поэтому отец отправил его в кадетский корпус, но из-за того, что у него хромала дисциплина, семья решила, что эта работа ему не подходит.

### Карьера
Дуру начал актёрскую карьеру в возрасте 18 лет. Он окончил Эскишехирский университет Османгази по специальности «Финансы». В то же время он начал свою актёрскую карьеру в качестве актёра-любителя. Сначала он работал в театральном сообществе Университета Османгази. В 2008 году он начал брать уроки актёрского мастерства в Diyalog Sanat. Впоследствии он присоединился к студии Şahika Tekand Studio и в течение трёх лет обучался театральному искусству.
Дуру дебютировал на телевидении, сыграв роль в ситкоме на телеканале TRT 1 «Благодаря любви» в 2010 году. В 2012 году он получил роль в экранизации романа Тургута Озакмана «Чанаккале». В этом фильме под названием «Чанаккале год 2015» он сыграл персонажа Мехмета Али. В 2013 году он сыграл главную роль в сериале «Спасаясь от дождя» вместе с Карлосом Мартином, Эзги Асароглу, Айчей Эртуран и Фурканом Андичем. Он продолжал сниматься в ряде телесериалов. Он исполнил роль Аль-Басти (Бейболата) в последнем сезоне сериала «Возрождение: Эртугрул». В 2019 году он получил повторяющуюся роль в драматическом сериале «Ты расскажи, Карадениз».
А также, он снялся в главной роли русско-турецкого сериала «Султан моего сердца». Сериал стал популярен в обеих странах. Он играл роль султана Махмуда, вместе с российской актрисой Александрой Никифоровой.

### Личная жизнь
Во время съёмок сериала «Замечательный зять», он встречался со своей партнёршей по фильму Бурджу Озберк в 2016 году. Затем в течение следующих двух лет (2017—2018) у него были отношения с турецкой моделью и актрисой Бестемсу Оздемир. Позже его заметили с актрисой Джансу Тосун, но они объявили, что они «просто друзья». Также опровергли слухи об отношениях с российской актрисой Александрой Никифоровой. Али Эрсан Дуру в настоящее время холост.

## Фильмография

### Сериалы
| Television | Television                 | Television     | Television          |
| Год        | Название                   | Роль           | Заметки             |
| ---------- | -------------------------- | -------------- | ------------------- |
| 2010       | Пора тюльпанов             |                | Гость               |
| 2011       | Благодаря любви            |                | Второстепенная роль |
| 2011       | Жизнь продолжается         | Берат Алтиндаг | Второстепенная роль |
| 2013       | Спасаясь от дождя          | Коркмаз        | Второстепенная роль |
| 2013       | Сегодняшний человек дворца | Фатих Сойсал   | Главная роль        |
| 2014       | Дела сердечные             |                | Главная роль        |
| 2015       | Пора любви                 | Фикрет         | Главная роль        |
| 2016       | Замечательный зять         | Мехмет Чираган | Главная роль        |
| 2018       | Султан моего сердца        | Махмуд II      | Главная роль        |
| 2019       | Возрождение: Эртугрул      | Бейбулат       | Второстепенная роль |
| 2019       | Ты расскажи, Карадениз     | Ферхат         | Главная роль        |
| 2020       | Постучись в мою дверь      | Эфе Акман      | Второстепенная роль |

### Фильмы
| Фильм | Фильм                                              | Фильм      | Фильм               |
| Год   | Название                                           | Роль       | Заметки             |
| ----- | -------------------------------------------------- | ---------- | ------------------- |
| 2012  | Чанаккале год 2015                                 | Мехмет Али |                     |
| 2013  | Романтическая комедия 2: Прощай, холостяцкая жизнь | Мустафа    | Второстепенная роль |